# Atelopus glyphus
Atelopus glyphus là một loài cóc trong họ Bufonidae.
Nó được tìm thấy ở Colombia và Panama.
Các môi trường sống tự nhiên của chúng là các khu rừng vùng núi ẩm nhiệt đới hoặc cận nhiệt đới và sông.

## Hình ảnh

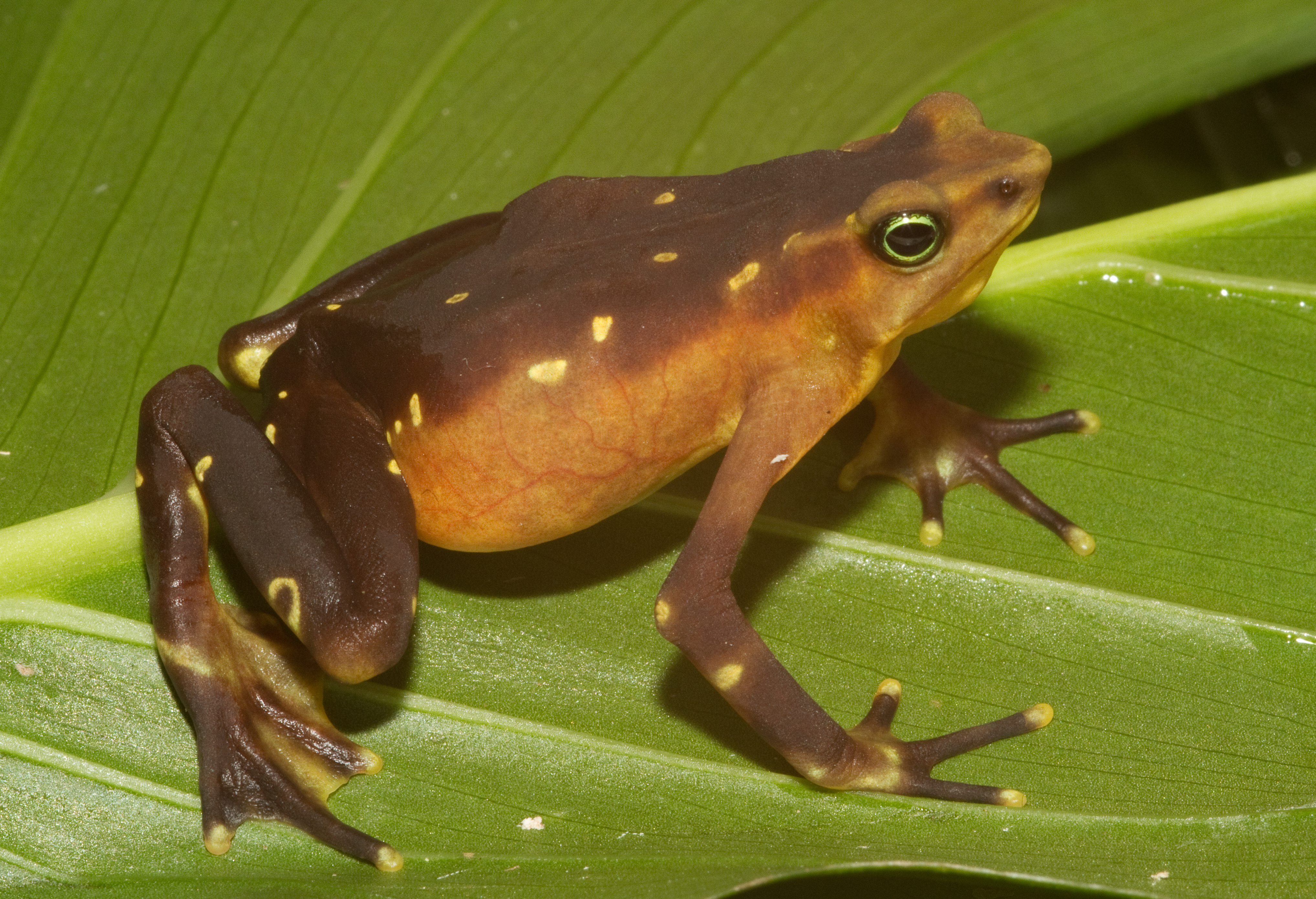
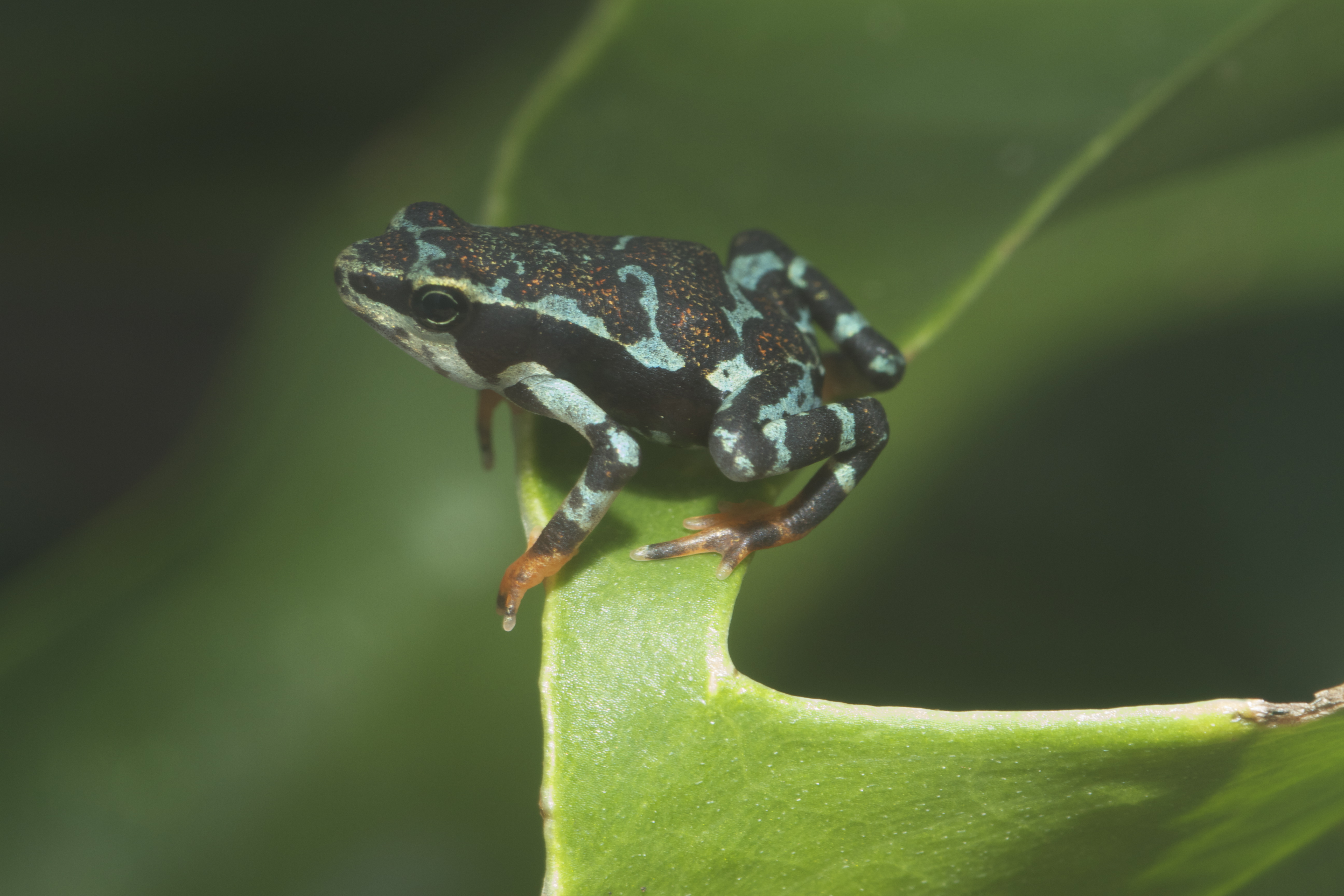
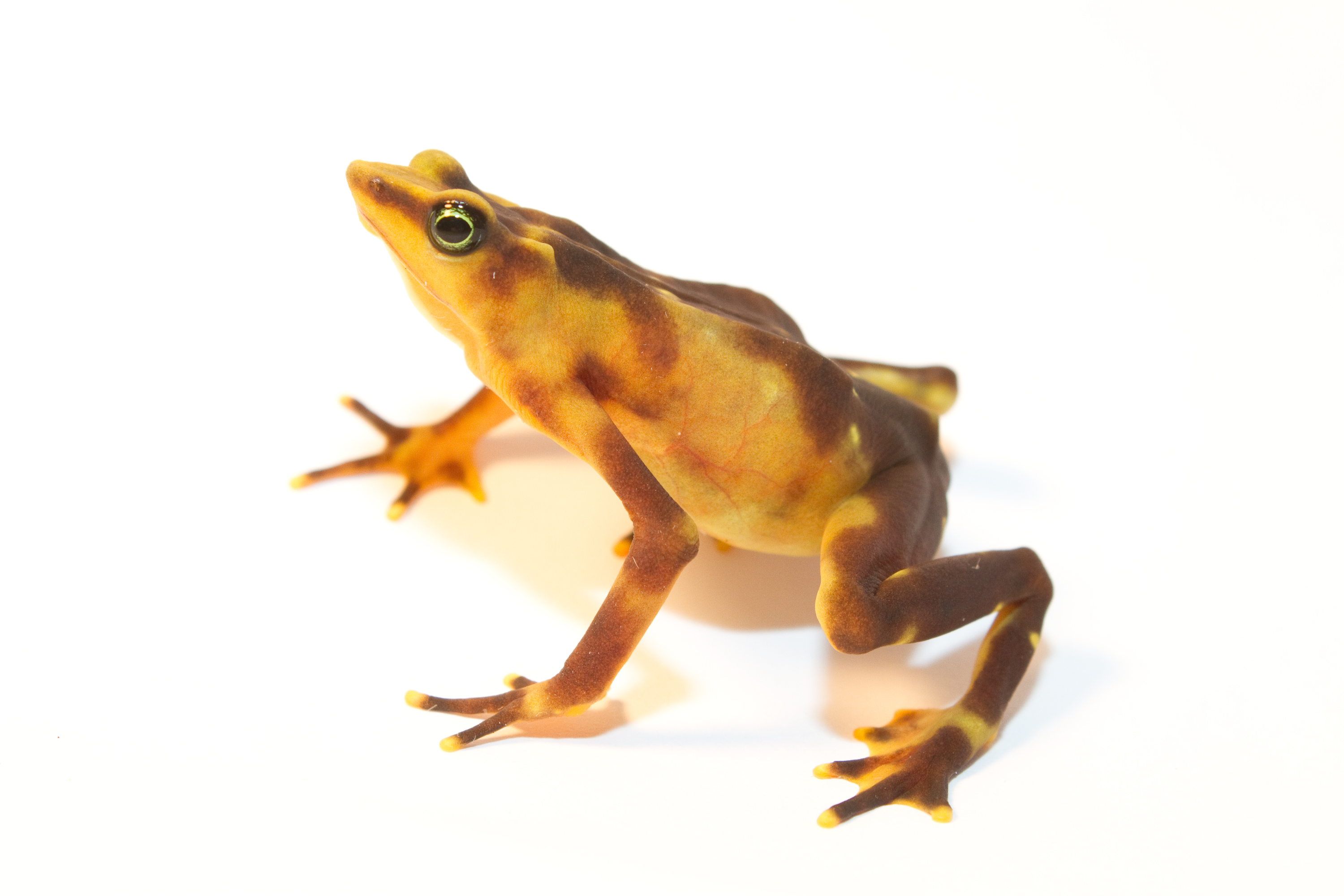
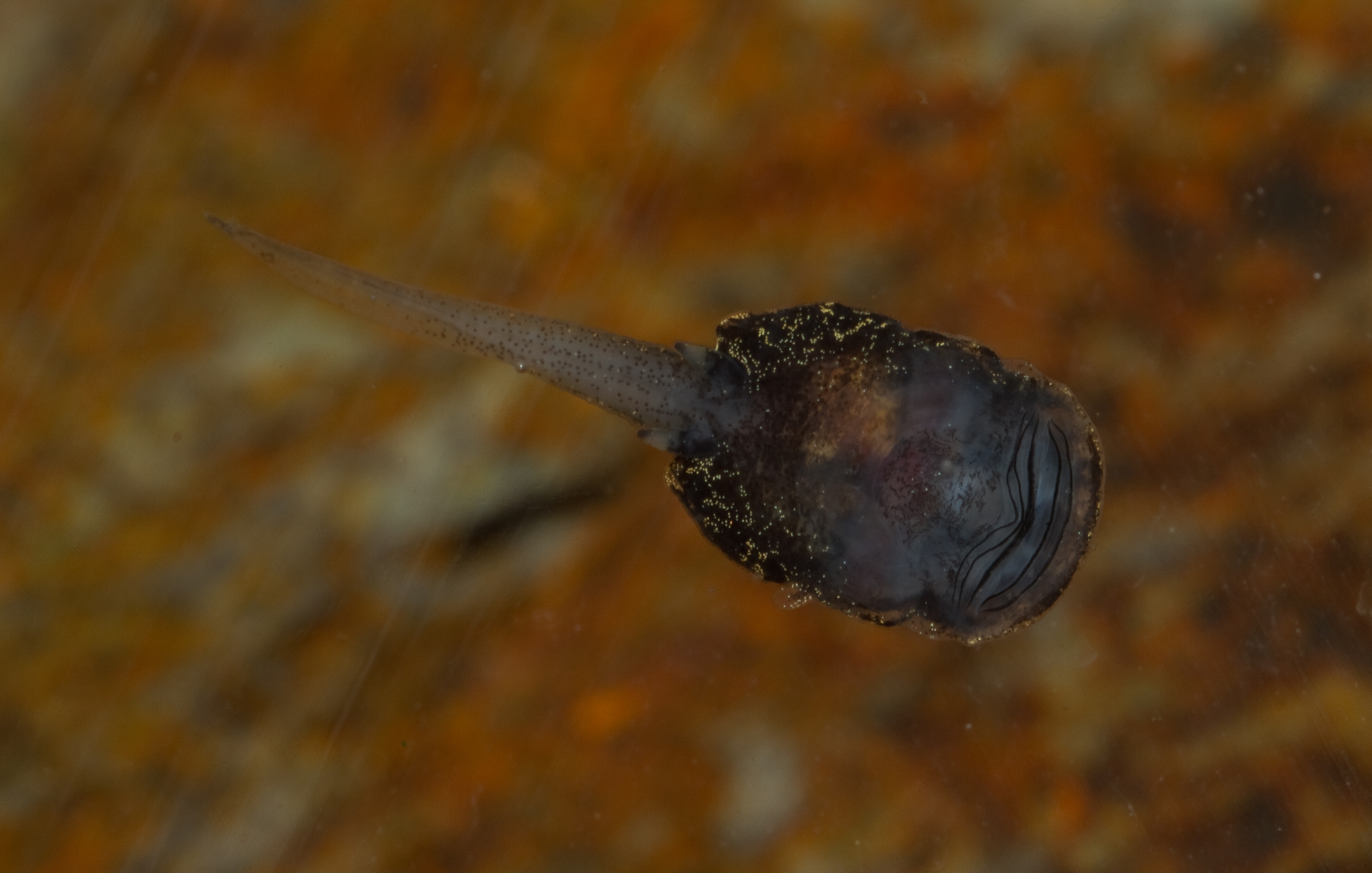